# Castilleja del Campo
Castilleja del Campo là một đô thị tỉnh Sevilla, Tây Ban Nha. Theo điều tra dân số năm 2006 của Viện thống kê quốc gia Tây Ban Nha, đô thị này có dân số651 người.